# Una ragazza chiamata Tamiko
Una ragazza chiamata Tamiko (A Girl Named Tamiko) è un film del 1962 diretto da John Sturges ed interpretato da Laurence Harvey, Michael Wilding, France Nuyen, Martha Hyer, Miyoshi Umeki e Gary Merrill.

## Trama
Fotografo eurasiatico arrivista fa la corte a una bianca per riuscire a ottenere col matrimonio la nazionalità americana, ma il suo cuore è di una dolce giapponesina che soffre in silenzio.